# Juan Iturbe
Juan Manuel Iturbe Arévalos (Buenos Aires, 4 giugno 1993) è un calciatore argentino naturalizzato paraguaiano, attaccante del Cerro Porteño.

## Caratteristiche tecniche
Rapido e abile nel dribbling, può giocare su entrambe le fasce dell'attacco e anche come seconda punta.

## Carriera

### Club

#### Inizi, Porto e River Plate
Nato a Buenos Aires, cresce nelle giovanili del Cerro Porteño. L'allenatore del club, Pedro Troglio, lo fa debuttare in Primera División il 28 giugno 2009, a 16 anni appena compiuti, contro il Libertad.
Nel marzo del 2010 rifiuta di firmare un nuovo contratto con il suo club, il quale, in risposta, il 12 marzo lo rimuove dalla prima squadra. Il calciatore decide quindi di lasciare il Paraguay per trasferirsi in Argentina, dove inizia ad allenarsi con la selezione Under-20 dell'Albiceleste; ciò provoca una sorta di caso diplomatico tra le federazioni calcistiche dei due Paesi. Nel 2010 il presidente della società italiana del Gallipoli, Daniele D'Odorico, annunciò l'acquisto del giocatore ma la trattativa non si concluse per fallimento societario.
Il 2 agosto 2010 passa in prestito agli argentini del Quilmes, neo-promosso in Primera División, senza collezionare alcuna presenza in prima squadra. Il 15 febbraio 2011 torna quindi al Cerro Porteño, debuttando tre giorni dopo nella partita di Copa Libertadores contro i cileni del Colo-Colo, nel quale mette a segno una doppietta.
Il 1º luglio 2011 viene acquistato dai portoghesi del Porto per 4 milioni di euro con un accordo trovato dopo il Campionato sudamericano Under-20 disputato a gennaio. In un anno e mezzo gioca 5 partite di campionato con la prima squadra e 6 partite con un gol segnato con il Porto II.
Il 5 febbraio 2013 passa in prestito fino a fine stagione al River Plate. Il 29 giugno seguente, dopo 17 presenze e 3 gol, ritorna al Porto, dove colleziona una presenza nel Campionato Portoghese alla 2ª giornata il 25 agosto 2013, prima di trasferirsi in Italia.

#### Verona, Roma e Bournemouth
Il 2 settembre 2013, ultimo giorno di calciomercato, passa alla società italiana del Verona, in prestito con diritto di riscatto. Il 22 settembre 2013 fa il suo esordio in Serie A nella trasferta di Torino contro la Juventus. Il 29 settembre, nella gara contro il Livorno sigla la sua prima rete ufficiale con la maglia gialloblù. Conclude la stagione con 33 presenze e 8 goal in campionato. Il 27 maggio 2014 il club scaligero esercita il diritto di riscatto, cosicché, il giocatore passa dal Porto al Verona a titolo definitivo per 15 milioni di euro.
Il 16 luglio 2014 si trasferisce alla Roma a fronte di un corrispettivo di 22 milioni di euro, più 2,5 di bonus e 1,6 di commissioni, che lo rendono il secondo acquisto più oneroso nella storia della società giallorossa. Il 30 agosto fa il suo esordio ufficiale contro la Fiorentina, partita terminata con il successo dei giallorossi per 2-0. Il 19 settembre debutta in Champions League, segnando anche il suo primo gol ufficiale, durante il match giocato contro i russi del CSKA Mosca, partita terminata 5 a 1 per i capitolini. Il 5 ottobre segna il primo gol in campionato con la maglia della Roma, nella sconfitta per 3-2 contro la Juventus. Frenato da problemi fisici, disputa una stagione sottotono, totalizzando 37 presenze e 4 reti.
Dopo aver disputato la prima metà della stagione 2015-2016 con prestazioni non convincenti, il 1º gennaio 2016 viene ceduto in prestito con diritto di riscatto per 22 milioni di euro, più un altro eventuale milione legato a vari bonus, al Bournemouth. Il 12 gennaio seguente esordisce in Premier League nella sconfitta per 3-1 contro il West Ham. A fine stagione colleziona solo 4 presenze complessive e non viene riscattato.

#### Ritorno alla Roma e Torino
Tornato a Roma, il neo tecnico Spalletti è favorevole alla sua permanenza e Iturbe nella prima parte di stagione 2016-2017 si ritaglia un po' di spazio soprattutto nei gironi di Europa League, giocando solo pochi minuti in campionato.
Il 4 gennaio 2017 passa al Torino in prestito fino al 30 giugno 2017 con diritto di riscatto a titolo definitivo a fine stagione. A fine stagione non viene riscattato e torna nuovamente nel club giallorosso.

#### Gli anni in Messico
Nell'estate 2017 passa in prestito stavolta con obbligo di riscatto a titolo definitivo al verificarsi di situazioni sportive al Club Tijuana nella Primera División de México. Il 28 febbraio 2018 la Roma conferma che si sono verificate le condizioni che hanno trasformato la cessione a titolo definitivo.
Il 4 giugno viene acquistato dal Pumas UNAM.
Il 31 gennaio 2020, dopo essere stato vicino al ritorno in Italia sponda Genoa, si trasferisce al Pachuca in prestito. Qui il giocatore ha trovato poco spazio, in tal modo non sono state raggiunte le condizioni per il riscatto e a fine anno ha fatto ritorno al Pumas UNAM.

#### Arīs Salonicco, Grêmio e il ritorno in Paraguay
Il 7 agosto 2021, Iturbe firma per i greci dell'Arīs Salonicco.
Al termine della stagione 2022-2023, alla scadenza naturale del contratto, l'attaccante lascia ufficialmente il club greco. Rimasto dunque svincolato, il 6 luglio 2023 si trasferisce in Brasile al Grêmio.
Dopo aver collezionato sei presenze con il club brasiliano, il 24 dicembre 2023 Iturbe ritorna ufficialmente al Cerro Porteño, club con cui aveva fatto il proprio esordio fra i professionisti, e con cui firma un contratto valido fino alla fine del 2025.

### Nazionale

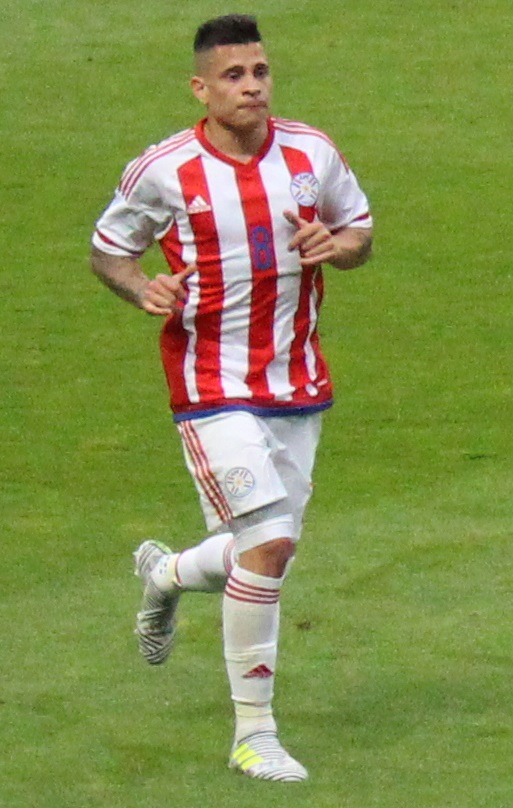
Iturbe con la nazionale paraguaiana nel 2017

Dopo aver militato sia nell'Under-17 che nell'Under-20 del Paraguay, a poco più di 16 anni il CT della nazionale maggiore paraguaiana Gerardo Martino lo convoca per l'amichevole non ufficiale disputata contro il Cile il 4 novembre 2009. Il giocatore fa il suo debutto subentrando a Rodrigo Rojas al 73'.
A seguito del già citato trasferimento in Argentina e della convocazione da parte della selezione Under-20 dell'Albiceleste, è tra i 15 calciatori che nel maggio 2010 vengono portati in Sudafrica per fungere da sparring partner per la nazionale maggiore, in vista degli imminenti Mondiali.
Debutta con l'Under-20 in un'amichevole pre-mondiale disputata appunto contro la selezione maggiore e partecipa al Sudamericano Under-20, debuttando con gol nel corso della prima partita della competizione contro l'Uruguay. Colleziona 8 presenze e 2 reti nel corso della manifestazione. In estate gioca poi 5 partite del Mondiale Under-20 disputatosi in Colombia. In questa competizione l'Argentina esce ai quarti di finale perdendo 5-4 col Portogallo ai calci di rigore, uno dei quali realizzato da Iturbe.
Nel marzo 2016 risponde alla chiamata del CT Diaz, che lo convoca nelle file del Paraguay per le partite di qualificazioni ai Mondiali di Russia, contro Ecuador e Brasile. Iturbe debutta proprio contro quest'ultima, subentrando al 70º minuto a Darío Lezcano. Viene convocato per la Copa América Centenario del 2016.

## Statistiche

### Presenze e reti nei club
Statistiche aggiornate al 5 ottobre 2024.
| Stagione              | Squadra               | Campionato            | Campionato | Campionato | Coppe nazionali | Coppe nazionali | Coppe nazionali | Coppe continentali | Coppe continentali | Coppe continentali | Altre coppe | Altre coppe | Altre coppe | Totale | Totale |
| Stagione              | Squadra               | Comp                  | Pres       | Reti       | Comp            | Pres            | Reti            | Comp               | Pres               | Reti               | Comp        | Pres        | Reti        | Pres   | Reti   |
| --------------------- | --------------------- | --------------------- | ---------- | ---------- | --------------- | --------------- | --------------- | ------------------ | ------------------ | ------------------ | ----------- | ----------- | ----------- | ------ | ------ |
| 2009                  | Cerro Porteño         | DP                    | 4          | 0          | -               | -               | -               |                    | -                  | -                  | -           | -           | -           | 4      | 0      |
| 2010                  | Cerro Porteño         | DP                    | 3          | 0          | -               | -               | -               | -                  | -                  | -                  | -           | -           | -           | 3      | 0      |
| 2011                  | Cerro Porteño         | DP                    | 15         | 3          | -               | -               | -               | CL                 | 8                  | 2                  | -           | -           | -           | 23     | 5      |
| Totale Cerro Porteño  | Totale Cerro Porteño  | Totale Cerro Porteño  | 22         | 3          |                 | -               | -               |                    | 8                  | 2                  |             | -           | -           | 30     | 5      |
| 2011-2012             | Porto                 | PL                    | 4          | 0          | CP+CdL          | 1+2             | 0               | UCL                | 0                  | 0                  | SP+SU       | 0           | 0           | 7      | 0      |
| 2012-feb. 2013        | Porto                 | PL                    | 1          | 0          | CP+CdL          | 2               | 0               | UCL                | 0                  | 0                  | SP          | 0           | 0           | 3      | 0      |
| 2012-feb. 2013        | Porto B               | SL                    | 6          | 1          | -               | -               | -               | -                  | -                  | -                  | -           | -           | -           | 6      | 1      |
| feb.-giu. 2013        | River Plate           | PD                    | 17         | 3          | CA              | 0               | 0               | -                  | -                  | -                  | -           | -           | -           | 17     | 3      |
| ago. 2013             | Porto                 | PL                    | 1          | 0          | CP+CdL          | -               | -               | UCL                | 0                  | 0                  | SP          | 0           | 0           | 1      | 0      |
| Totale Porto          | Totale Porto          | Totale Porto          | 6          | 0          |                 | 5               | 0               |                    | 0                  | 0                  |             | 0           | 0           | 11     | 0      |
| ago. 2013-2014        | Verona                | A                     | 33         | 8          | CI              | 0               | 0               | -                  | -                  | -                  | -           | -           | -           | 33     | 8      |
| 2014-2015             | Roma                  | A                     | 27         | 2          | CI              | 1               | 1               | UCL+UEL            | 6+3                | 1+0                | -           | -           | -           | 37     | 4      |
| 2015-gen. 2016        | Roma                  | A                     | 12         | 1          | CI              | 1               | 0               | UCL                | 6                  | 0                  | -           | -           | -           | 19     | 1      |
| gen.-giu. 2016        | Bournemouth           | PL                    | 2          | 0          | FACup+CdL       | 2+0             | 0+0             | -                  | -                  | -                  | -           | -           | -           | 4      | 0      |
| 2016-gen. 2017        | Roma                  | A                     | 5          | 0          | CI              | 0               | 0               | UCL+UEL            | 1+6                | 0                  | -           | -           | -           | 12     | 0      |
| Totale Roma           | Totale Roma           | Totale Roma           | 44         | 3          |                 | 2               | 1               |                    | 22                 | 1                  |             | -           | -           | 68     | 5      |
| gen.-giu. 2017        | Torino                | A                     | 16         | 1          | CI              | 1               | 0               | -                  | -                  | -                  | -           | -           | -           | 17     | 1      |
| 2017-2018             | Club Tijuana          | MX                    | 14         | 0          | CM              | 3               | 0               | -                  | -                  | -                  | -           | -           | -           | 17     | 0      |
| 2018-2019             | Pumas UNAM            | MX                    | 29         | 4          | CM              | 9               | 4               | -                  | -                  | -                  | -           | -           | -           | 38     | 8      |
| 2019-gen. 2020        | Pumas UNAM            | MX                    | 18         | 2          | CM              | 2               | 0               | -                  | -                  | -                  | -           | -           | -           | 20     | 2      |
| gen.-giu. 2020        | Pachuca               | MX                    | 4          | 0          | CM              | 2               | 0               | -                  | -                  | -                  | -           | -           | -           | 6      | 0      |
| 2020-2021             | Pumas UNAM            | MX                    | 35         | 2          | CM              | 0               | 0               | -                  | -                  | -                  | -           | -           | -           | 35     | 2      |
| Totale Pumas UNAM     | Totale Pumas UNAM     | Totale Pumas UNAM     | 82         | 8          |                 | 11              | 4               |                    | 0                  | 0                  |             | 0           | 0           | 93     | 12     |
| 2021-2022             | Arīs Salonicco        | SLE                   | 23+10      | 1+0        | KE              | 4               | 1               | -                  | -                  | -                  | -           | -           | -           | 37     | 2      |
| 2022-2023             | Arīs Salonicco        | SLE                   | 23+10      | 1+3        | KE              | 4               | 1               | UECL               | 4                  | 1                  | -           | -           | -           | 41     | 6      |
| Totale Aris Salonicco | Totale Aris Salonicco | Totale Aris Salonicco | 66         | 5          |                 | 8               | 2               |                    | 4                  | 1                  |             | -           | -           | 78     | 8      |
| lug.-dic. 2023        | Grêmio                | A                     | 5          | 0          | CB              | 1               | 0               | -                  | -                  | -                  | -           | -           | -           | 6      | 0      |
| 2024                  | Cerro Porteño         | DP                    | 33         | 6          | -               | -               | -               | CL+CS              | 6+2                | 1+0                | -           | -           | -           | 41     | 7      |
| Totale carriera       | Totale carriera       | Totale carriera       | 341        | 36         |                 | 35              | 7               |                    | 36                 | 4                  |             | 0           | 0           | 412    | 47     |

### Cronologia presenze e reti in nazionale
| Cronologia completa delle presenze e delle reti in nazionale ― Paraguay | Cronologia completa delle presenze e delle reti in nazionale ― Paraguay | Cronologia completa delle presenze e delle reti in nazionale ― Paraguay | Cronologia completa delle presenze e delle reti in nazionale ― Paraguay | Cronologia completa delle presenze e delle reti in nazionale ― Paraguay | Cronologia completa delle presenze e delle reti in nazionale ― Paraguay | Cronologia completa delle presenze e delle reti in nazionale ― Paraguay | Cronologia completa delle presenze e delle reti in nazionale ― Paraguay |
| Data                                                                    | Città                                                                   | In casa                                                                 | Risultato                                                               | Ospiti                                                                  | Competizione                                                            | Reti                                                                    | Note                                                                    |
| ----------------------------------------------------------------------- | ----------------------------------------------------------------------- | ----------------------------------------------------------------------- | ----------------------------------------------------------------------- | ----------------------------------------------------------------------- | ----------------------------------------------------------------------- | ----------------------------------------------------------------------- | ----------------------------------------------------------------------- |
| 29-3-2016                                                               | Asunción                                                                | Paraguay                                                                | 2 – 2                                                                   | Brasile                                                                 | Qual. Mondiali 2018                                                     | -                                                                       | 70’                                                                     |
| 28-5-2016                                                               | Atlanta                                                                 | Messico                                                                 | 1 – 0                                                                   | Paraguay                                                                | Amichevole                                                              | -                                                                       | 81’                                                                     |
| 4-6-2016                                                                | Orlando                                                                 | Costa Rica                                                              | 0 – 0                                                                   | Paraguay                                                                | Coppa America Centenario - 1º turno                                     | -                                                                       | 88’                                                                     |
| 11-6-2016                                                               | Filadelfia                                                              | Stati Uniti                                                             | 1 – 0                                                                   | Paraguay                                                                | Coppa America Centenario - 1º turno                                     | -                                                                       | 46’                                                                     |
| 15-11-2016                                                              | La Paz                                                                  | Bolivia                                                                 | 1 – 0                                                                   | Paraguay                                                                | Qual. Mondiali 2018                                                     | -                                                                       | 51’                                                                     |
| 24-3-2017                                                               | Asunción                                                                | Paraguay                                                                | 2 – 1                                                                   | Ecuador                                                                 | Qual. Mondiali 2018                                                     | -                                                                       | 71’                                                                     |
| 2-6-2017                                                                | Rennes                                                                  | Francia                                                                 | 5 – 0                                                                   | Paraguay                                                                | Amichevole                                                              | -                                                                       | 46’                                                                     |
| 9-6-2017                                                                | Trujillo                                                                | Perù                                                                    | 1 – 0                                                                   | Paraguay                                                                | Amichevole                                                              | -                                                                       | 69’                                                                     |
| 6-6-2019                                                                | Ciudad del Este                                                         | Paraguay                                                                | 1 – 1                                                                   | Honduras                                                                | Amichevole                                                              | -                                                                       | 46’                                                                     |
| 16-6-2019                                                               | Rio de Janeiro                                                          | Paraguay                                                                | 2 – 2                                                                   | Qatar                                                                   | Coppa America 2019 - 1º turno                                           | -                                                                       | 83’                                                                     |
| 23-6-2019                                                               | Salvador de Bahia                                                       | Colombia                                                                | 1 – 0                                                                   | Paraguay                                                                | Coppa America 2019 - 1º turno                                           | -                                                                       | 63’                                                                     |
| Totale                                                                  |                                                                         | Presenze                                                                | 11                                                                      |                                                                         | Reti                                                                    | 0                                                                       |                                                                         |

| Cronologia completa delle presenze e delle reti in nazionale (partite non ufficiali) ― Paraguay | Cronologia completa delle presenze e delle reti in nazionale (partite non ufficiali) ― Paraguay | Cronologia completa delle presenze e delle reti in nazionale (partite non ufficiali) ― Paraguay | Cronologia completa delle presenze e delle reti in nazionale (partite non ufficiali) ― Paraguay | Cronologia completa delle presenze e delle reti in nazionale (partite non ufficiali) ― Paraguay | Cronologia completa delle presenze e delle reti in nazionale (partite non ufficiali) ― Paraguay | Cronologia completa delle presenze e delle reti in nazionale (partite non ufficiali) ― Paraguay | Cronologia completa delle presenze e delle reti in nazionale (partite non ufficiali) ― Paraguay |
| Data                                                                                            | Città                                                                                           | In casa                                                                                         | Risultato                                                                                       | Ospiti                                                                                          | Competizione                                                                                    | Reti                                                                                            | Note                                                                                            |
| ----------------------------------------------------------------------------------------------- | ----------------------------------------------------------------------------------------------- | ----------------------------------------------------------------------------------------------- | ----------------------------------------------------------------------------------------------- | ----------------------------------------------------------------------------------------------- | ----------------------------------------------------------------------------------------------- | ----------------------------------------------------------------------------------------------- | ----------------------------------------------------------------------------------------------- |
| 4-11-2009                                                                                       | Talcahuano                                                                                      | Cile                                                                                            | 2 – 1                                                                                           | Paraguay                                                                                        | Amichevole                                                                                      | -                                                                                               | 73’                                                                                             |
| Totale                                                                                          |                                                                                                 | Presenze                                                                                        | 1                                                                                               |                                                                                                 | Reti                                                                                            | 0                                                                                               |                                                                                                 |